# Peltodoris nobilis
Peltodoris nobilis, tên thông dụng là dưa hấu biển, là một loài sên biển màu, một nhóm con sên biển dorid, là động vật thân mềm chân bụng không vỏ sống ở biển trong họ Discodorididae. 
Loài này trước đây được đặt vào chi Anisodoris và trong thời gian dài có tên là Anisodoris nobilis. Sau đó là tên Diaulula nobilis.
Loài này có mùi chanh dễ chịu khi đụng phải.

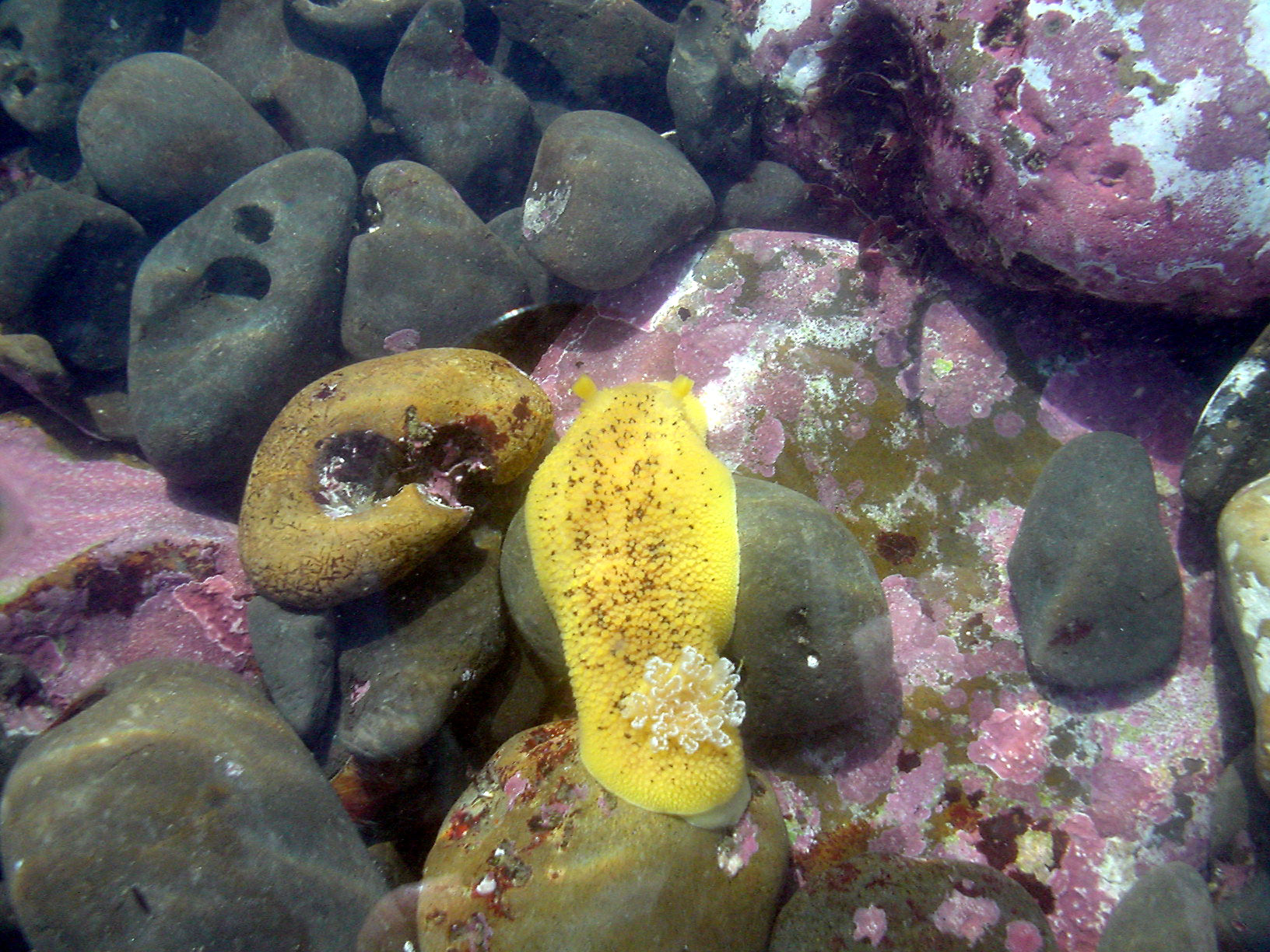
Peltodoris nobilis, bãi biển Moss, California

Loài này phân bố ở đông Thái Bình Dương từ Alaska đến Baja California. Nó ăn sponges.

## Hình ảnh

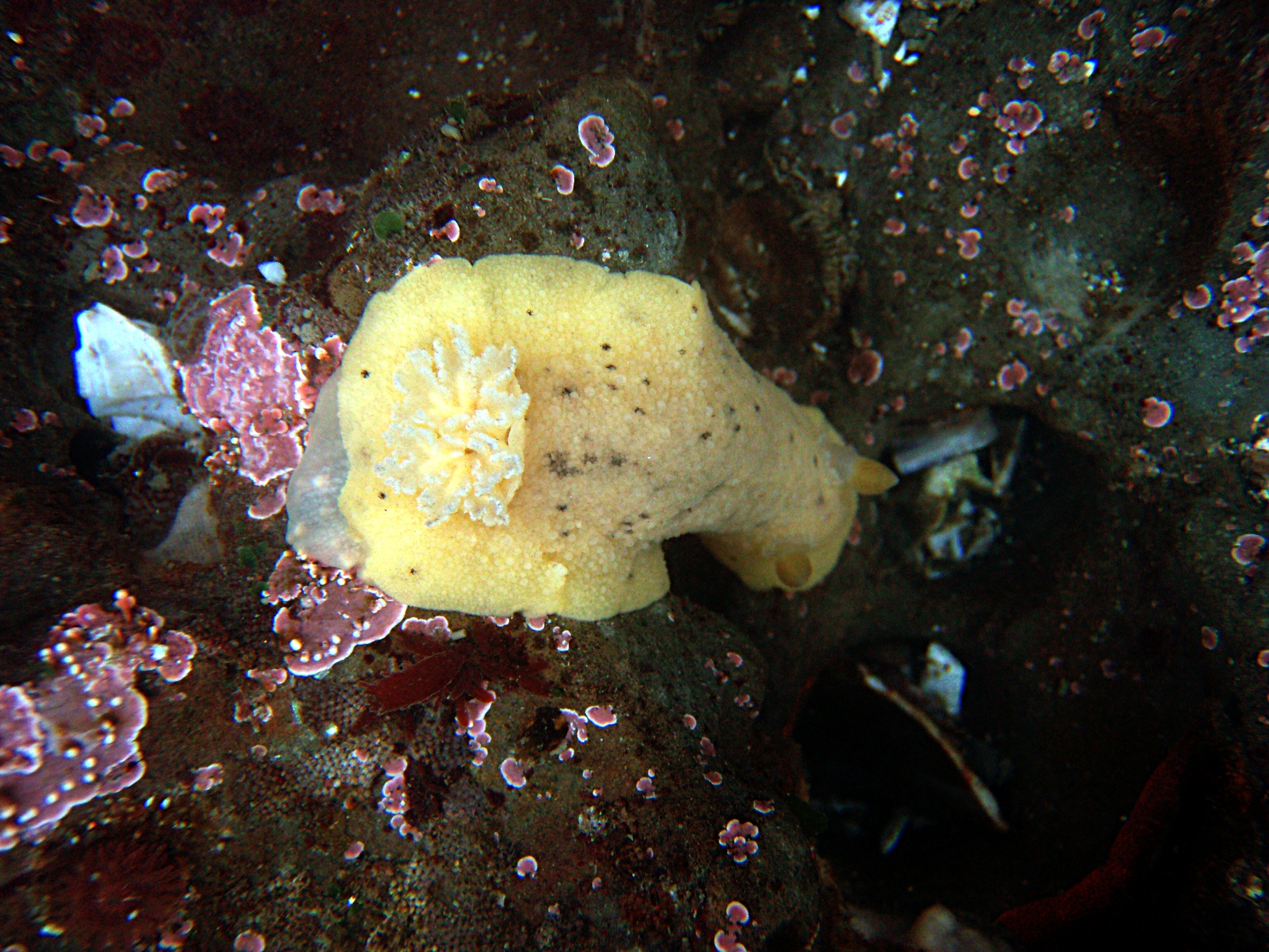
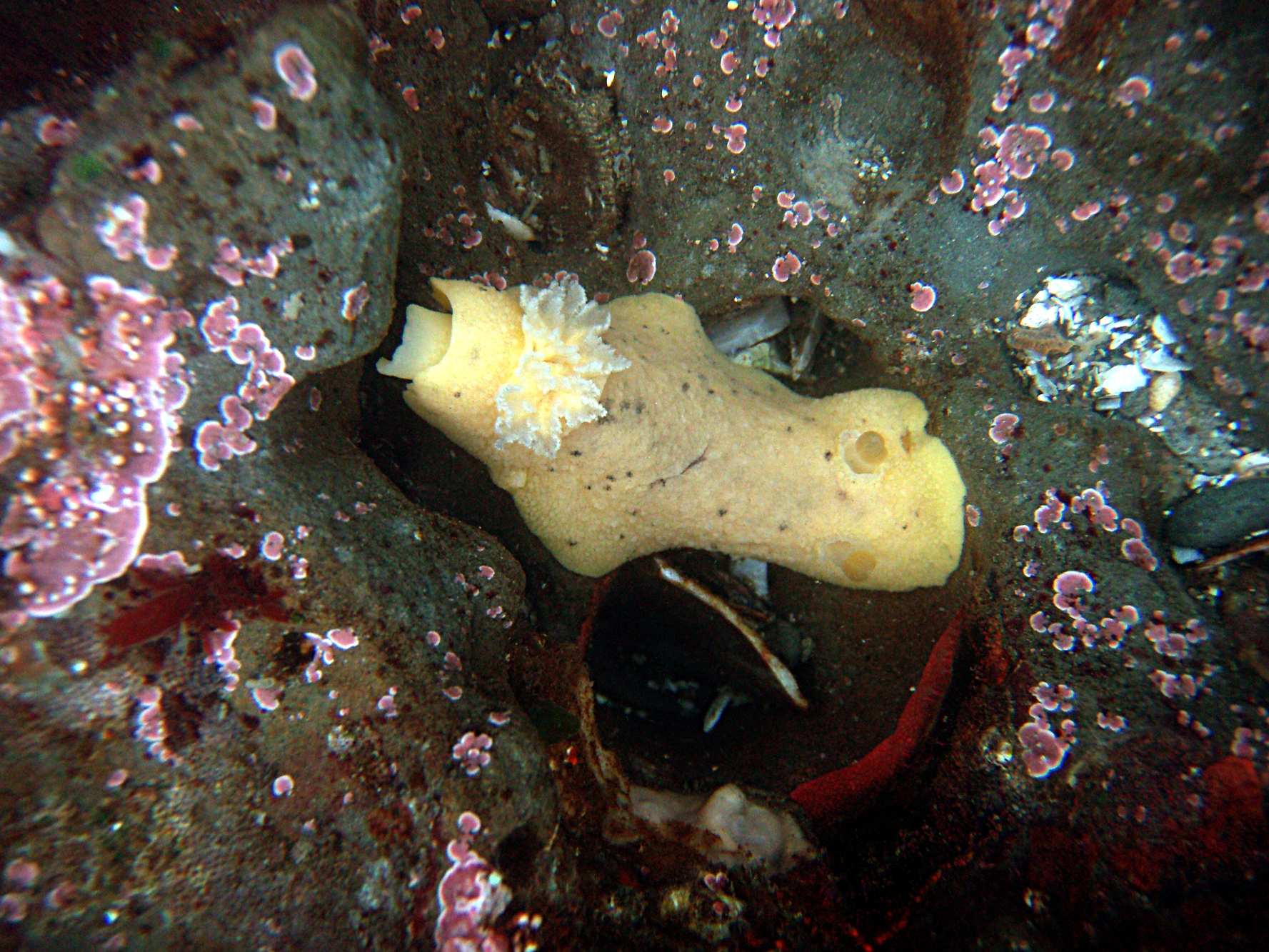
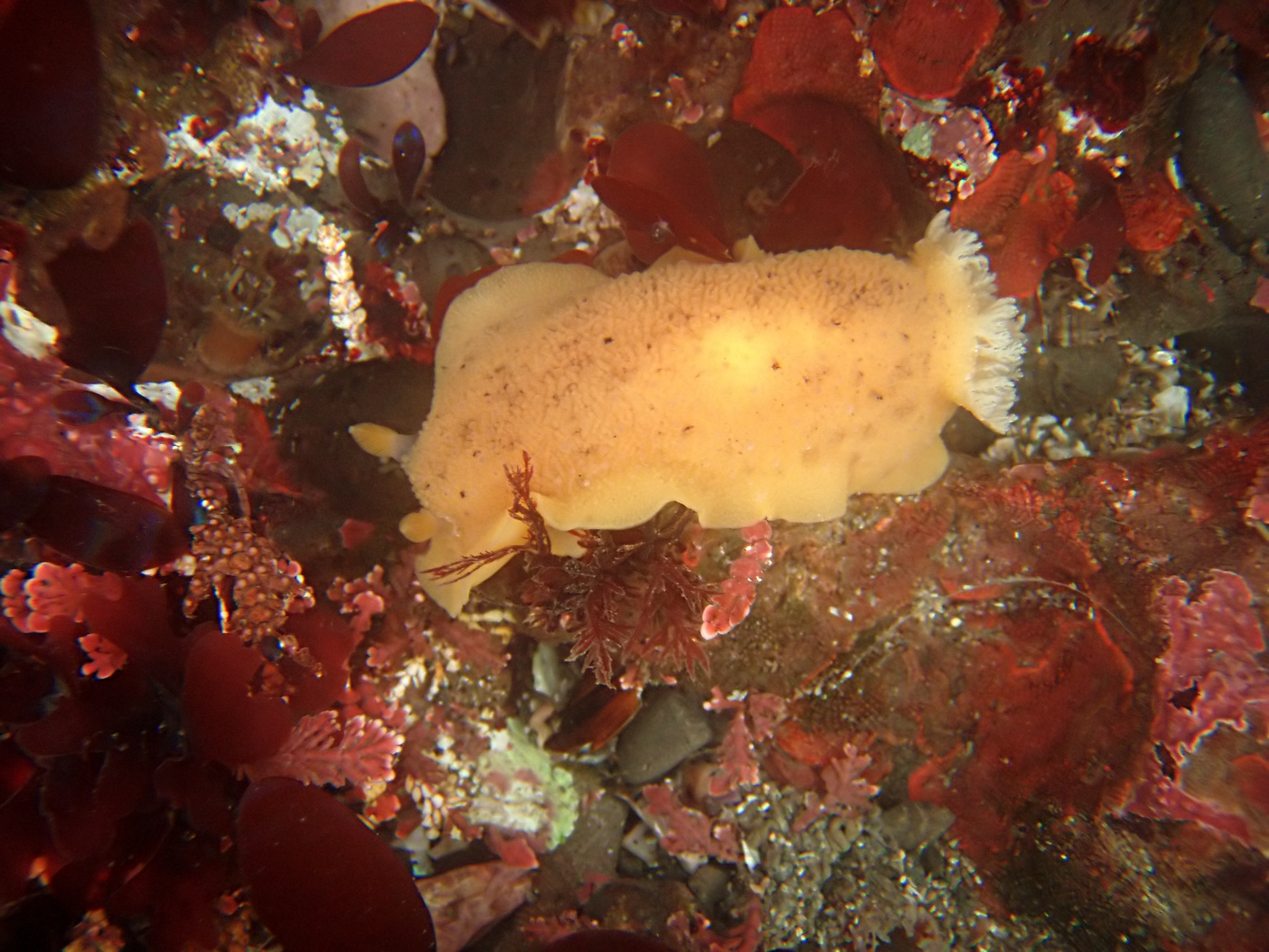
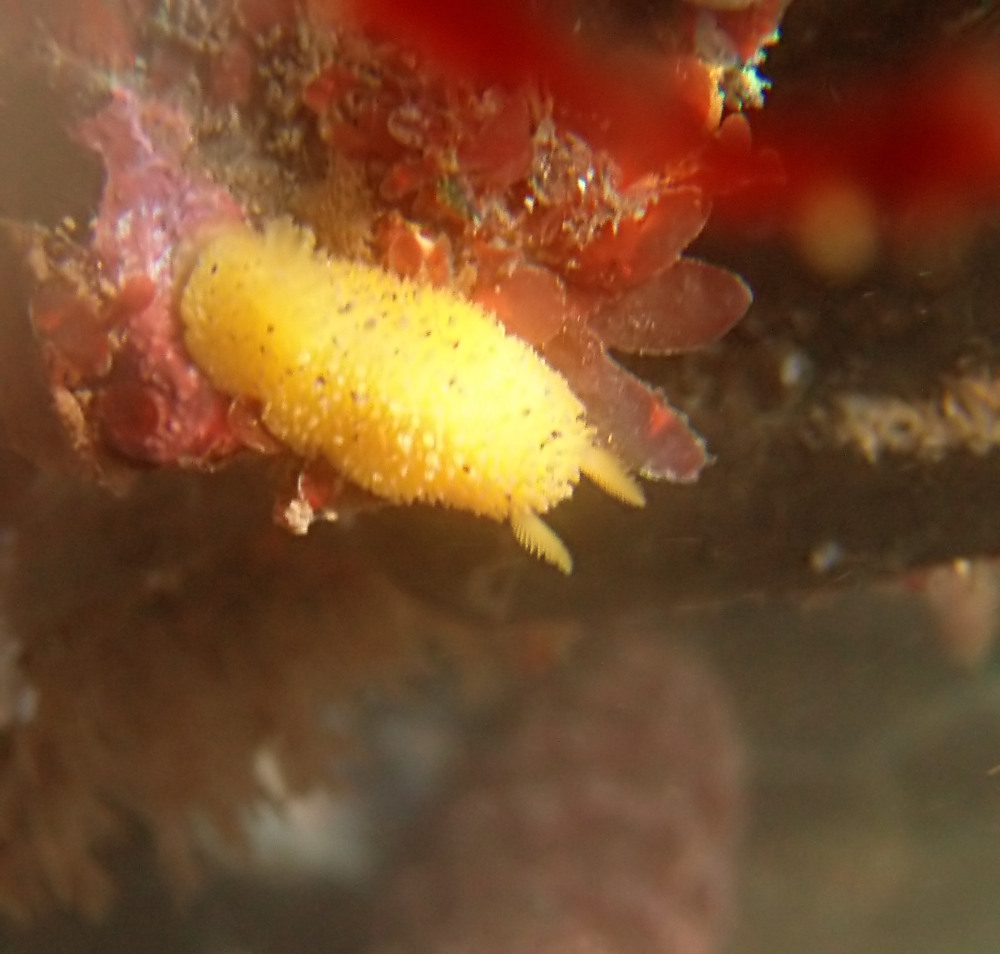